# Lindsey Beaven
Lindsey Beaven (1º gennaio 1950) è un'ex tennista britannica.

## Carriera
Nei tornei del Grande Slam ha ottenuto il suo miglior risultato raggiungendo i quarti di finale di doppio agli Australian Open nel 1974, in coppia con la connazionale Sue Barker, e il quarto turno nel singolare a Wimbledon nel 1971 e nel 1975.